# ASKÖ Reichraming
Der ASKÖ Reichraming ist ein Judoverein aus Reichraming. Damenmannschaft kämpft in der Frauen Judo Bundesliga. Er ist Mitglied im Judo Landesverband Oberösterreich, Österreichischen Judoverband und dem Dachverband ASKÖ.

## Geschichte
Der ASKÖ Reichraming wurde im Jahr 1967 gegründet und am 26. März 1968 in den Österreichischen Judoverband aufgenommen. Im gleichen Jahr gewann die Männermannschaft in der 1. Klasse der OÖ Judo Landesliga.
Nach dem zweiten Platz in der Zweiten Judo Bundesliga im Jahr 2016 und 2017 gelang ASKÖ Reichraming I der Aufstieg in die Erste Judo Bundesliga. In den Jahren 2018 und 2019 kämpfte die Mannschaft dann in dieser Liga.
Seit 2022 kämpft die Frauenmannschaft in der Frauen Judo Bundesliga. Im ersten Jahr belegten sie den 6. Platz. Im zweiten Jahr schaffte die Mannschaft sich für das Final Four zu qualifizieren. Sie belegten dort den 3. Platz.

## Erfolge

### Mannschaft
- 2024 Frauen Bundesliga – 3. Platz[9]
- 2023 Frauen Bundesliga – 3. Platz
- 2024 2. Bundesliga – 3. Platz[10]
- 2023 2. Bundesliga – 3. Platz[11]
- 2017 2. Bundesliga – 2. Platz[12]
- 2016 2. Bundesliga – 2. Platz[13]
- 1984 Staatsliga B  – 1. Platz[14]
- 1976 Staatsliga B  – 2. Platz[14]
- 1975 Staatsliga B  – 2. Platz[14]

### Kämpferinnen und Kämpfer

#### Staatsmeister
- 2023 Eferding: Carina Klaus-Sternwieser[15]
- 2022 Weiz[16]: Rosalie Wöss[17]
- 2022 Weiz[16]: Carina Klaus-Sternwieser[18][17]
- 2020 Oberwart: Carina Klaus-Sternwieser[19]
- 1989 Rohrbach: Robert Köstenberger[20]
- 1988 Leibnitz: Peter Kittinger[21]
- 1987 Wolfsberg: Robert Köstenberger[20]

#### Europameisterschaft
- 2018 (U18) Sarajevo: Daniel Leutgeb 3. Platz[22]

#### Youth Olympic Games
- 2018 Buenos Aires: Daniel Leutgeb 3. Platz[23]
- 2018 (Team Beijing) Buenos Aires: Daniel Leutgeb 3. Platz[24]

## Auszeichnungen
- JUDO AUSTRIA AWARDS 2021 – Judo-Nachwuchs-Verein[25]
- ASKÖ OÖ Silbernen Lorbeer (2023)[26]